# Monarquía de Irlanda
Irlanda ha tenido a lo largo de su historia tres períodos durante los cuales ha sido regida por monarcas. Los mismos han sido designados como rey de Irlanda (irlandés: Rí na hÉireann) y reina (regnant) de Irlanda.

## Monarquía

Armas reales irlandesas.

Con anterioridad a 1169, Irlanda ya se encontraba en el proceso de constituirse en un reino nacional bajo el rol y dominio ejercido por el gran rey de Irlanda. Luego de una invasión cambro-normanda a Irlanda en 1169, Enrique II y sus sucesores tomaron la denominación de "Lord de Irlanda". El Tratado de Windsor en 1175 reconoció al rey nativo como señor de toda la Irlanda que no estuviera bajo control normando, sin embargo las incursiones de los cambro-normandos debilitaron su autoridad y el cargo queda vacante al abdicar el último "señor".
Luego de que Enrique VIII de Inglaterra se nombrara a sí mismo jefe supremo de la Iglesia de Inglaterra, Enrique solicitó y obtuvo el soporte legislativo por el Parlamento de Irlanda, y en 1541 (efectivo en 1542, ver Acta de la corona de Irlanda (1542)), se coronó rey de Irlanda y jefe de la Iglesia de Irlanda (al día de hoy Irlanda e Irlanda del norte, continúan siendo miembros de la Comunión anglicana pero a diferencia de la Iglesia de Inglaterra, la Iglesia de Irlanda ya no existe como organización). El título "rey de Irlanda" fue utilizado subsiguientemente hasta el 1 de enero de 1801, que corresponde a la fecha efectiva de la segunda Acta de Unión, que unificó Irlanda y Gran Bretaña formando el Reino Unido de Gran Bretaña e Irlanda.
Sin embargo, en 1555, el papa Pablo IV promulgó una bula papal otorgándole el título de rey de Irlanda a Felipe II de España. Esto fue una consecuencia directa de la excomunión del rey inglés Enrique VIII por parte del papa, luego de que Enrique desconociera la autoridad del papa, y fue una reacción a que Enrique VIII se autoproclamara "rey de Irlanda", luego del acta del Parlamento de Irlanda en 1541, subvirtiendo de esta forma la potestad feudal de señorío del Papado que bajo el papa Adriano IV había otorgado Irlanda al rey Enrique II de Inglaterra en 1155. Entre 1554 a 1558 Felipe fue rey consorte a través de su casamiento con María I, y el Condado del rey fue nombrado en su honor. Posteriormente, al hundirse la Grande y Felicísima Armada, Felipe se vio incapacitado de echar pie en Irlanda, y los esfuerzos galés irlandés-español de desplazar el dominio inglés de Irlanda murieron en 1601 con la batalla de Kinsale.
Luego de la creación en 1922 del Estado Libre de Irlanda como un dominio independiente dentro del Imperio británico, el rey Jorge V continuó reinando en Irlanda como rey del Reino Unido. Esto no debe sorprender ya que en Irlanda del Norte; seis de los nueve condados de la provincia de Ulster permanecieron dentro del Reino Unido y no formaron parte del Estado Libre. El uso de dicho título en el Estado Libre era problemático, sin embargo en 1927 el viejo título anglo-irlandés de "rey de Irlanda" fue resucitado para enfatizar el estatus del Estado Libre de Irlanda como uno de los varios países independientes bajo una monarquía compartida.
En 1949 el estado de Irlanda, ahora llamado simplemente Irlanda (tal como había sido renombrado el Estado Libre de Irlanda en 1937) cortó su último vínculo con el monarca cuando se declaró una república, abandonando la Mancomunidad de Naciones y haciendo que el título de "rey de Irlanda" fuera inapropiado. El título de "rey de Irlanda" fue finalmente abolido cuando el Parlamento del Reino Unido aprobó la Royal Styles and Titles Act, 1953. Mediante esta acta el monarca en el Reino Unido recibió el título de: Isabel segunda, por la Gracia de Dios, Reina del Reino Unido de Gran Bretaña e Irlanda del Norte y de sus otros Dominios y Territorios, Jefa de la Mancomunidad, Defensora de la Fe. El Acta fue también la primera vez que Irlanda del Norte fue explícitamente mencionada en el título del monarca.

## Lista de lores, reyes y reinas de Irlanda (no nativos)

### Lores de Irlanda (1171–1541)
- Enrique II (1171–1189)
- Ricardo I (1189–1199)
- Juan (1199–1216)
- Enrique III (1216–1272)
- Eduardo I (1272–1307)
- Eduardo II (1307–1327)
- Edward Bruce (1315–1318)
- Eduardo III (1327–1377)
- Ricardo II (1377–1399)
- Enrique IV (1399–1413)
- Enrique V (1413–1422)
- Enrique VI (1422–1461 y 1470–1471)
- Eduardo IV (1461–1470 y 1471– 1483)
- Eduardo V (1483)
- Ricardo III (1483– 1485)
- Enrique VII (1485–1509)
- Enrique VIII (1509–1542)

### Rey/reina de Irlanda (1541–1649)
- Enrique VIII (1542–1547)
- Eduardo VI (1547–1553)
- Juana (1553)
- María I (1553–1558)
- Felipe (junto a María I entre 1554 y 1558)
- Isabel I (1558–1603)
- Jacobo I (1603–1625)
- Carlos I (1625–1649)

### Lord protectorde laMancomunidad de Inglaterra(1649–1660)
- Oliver Cromwell (1649–1658)
- Richard Cromwell (1658–1660)

### Rey/reina de Irlanda (1660–1801)
- Carlos II (1660–1685)
- Jacobo II (1685–1688)
- María II (1689–1694)
- Guillermo III (1689–1702)
- Ana (1702–1714)
- Jorge I (1714–1727)
- Jorge II (1727–1760)
- Jorge III (1760–1801)

### Rey/reina delReino Unido de Gran Bretaña e Irlanda(1801–1927)
- Jorge III (1801–1820)
- Jorge IV (1820–1830)
- Guillermo IV (1830–1837)
- Victoria (1837–1901)
- Eduardo VII (1901–1910)
- Jorge V (1910–1927)

### Rey de Irlanda (1927–1949)
- Jorge V (1927–1936)
- Eduardo VIII (1936)
- Jorge VI (1936–1949)

### Rey/reina delReino Unido de Gran Bretaña e Irlanda del Norte(1949–actualidad)
- Jorge VI (1949–1952)
- Isabel II (1952-2022)
- Carlos III (2022-act.)

### Nombres de los monarcas en irlandés
Se indican a continuación los nombres de los monarcas y Lores Protectores de Irlanda en idioma irlandés.
- Enrique: Einrí
- Ricardo: Risteárd
- Juan: Seán o Eoin
- Eduardo: Éadhbhard o Éamonn
- Jane: Sinéad
- María: Máire
- Isabel: Eilís
- Jacobo: Séamas o Séamus
- Oliver Cromwell: Oilibhéar Cromail
- Richard Cromwell: Risteárd Cromail
- Carlos: Cathal o Séarlas
- Guillermo: Uilliam
- Ana: Áine
- Jorge: Seóirse
- Victoria: Victeoiria